# Герда Крістіан
Герда Дарановскі, у шлюбі Крістіан (Gerda Christian (Daranowski); 13 грудня 1913, Берлін — 14 квітня 1997, Дюссельдорф) — особиста секретарка Адольфа Гітлера під час Другої світової війни.

## Біографія
Герда почала працювати на Гітлера в 1937 році, коли дві його секретарки — Йоганна Вольф і Кріста Шредер — перестали справлятися із збільшеним об'ємом робіт.
У лютому 1943 року одружилася з офіцером люфтваффе Екгардом Крістіаном, що стало причиною її відходу з канцелярії Гітлера. На її місце була взята Траудль Юнге, однак через кілька місяців Крістіан повернулася на роботу. Намагалася покинути окупований Берлін 1 травня 1945 року разом з великою групою з близького оточення Гітлера, включаючи секретарок — Ельзу Крюгер і Траудль Юнге. Група ховалася в підвалі однієї із зруйнованих будівель Берліна, однак вранці 2 травня була взята в полон радянськими солдатами.
В 1946 році розлучилася з чоловіком, який залишив її у фюрербункері. Після війни Герда Крістіан влаштувалася в Дюссельдорфі, де працювала в готелі. Підтримувала дружні стосунки з Вернером Науманном.
Померла в Дюссельдорфі 14 квітня 1997 на 84-му році життя від раку.

## У кінематографі
Образ Герди Крістіан був використаний в багатьох фільмах.
- Шейла Гіш (1973) — англійський фільм (Hitler: The Last Ten Days).[1]
- Мітці Роджерс (1973) — англійський телефільм (The Death of Adolf Hitler).[2]
- Біргіт Мініхмайр (2004) — німецький фільм Бункер (Downfall \ Der Untergang).[3]
- Олена Казначеєва (2011) — індійський фільм Gandhi to Hitler.